# Ultra Music Power
「Ultra Music Power」是日本男子偶像組合Hey! Say! JUMP的初演單曲。於2007年11月14日發售。唱片公司是J Storm。

## 概要
傑尼斯事務所繼V6・嵐・NEWS，世界盃排球賽的印象歌為標題曲發售的單曲。分為初回限定盤・通常盤初回版本・通常盤3種發售，收錄曲・封面写真都不同。

## 收錄曲

### 初回限定盤
1. Ultra Music Power
  - 作詞: MSS、作曲: 馬飼野康二、編曲: CHOKKAKU
  - 『世界足籃排杯2007』（富士電視台系）印象歌。
2. Star Time
  - 作詞: 久保田洋司、作曲: STEVEN LEE&JOEYCARBONE、編曲: CHOKKAKU

### 通常盤初回版本
1. Ultra Music Power
2. Star Time
3. Too Shy
  - 作詞: ma-saya、作曲: Mike Rose、編曲: 長岡成貢
4. Ultra Music Power（オリジナル・カラオケ）
5. Star Time（オリジナル・カラオケ）
6. Too Shy（オリジナル・カラオケ）

### 通常盤
1. Ultra Music Power
2. Star Time
3. Ultra Music Power（オリジナル・カラオケ）
4. Star Time（オリジナル・カラオケ）